# Dolar kajmański
Dolar kajmański – oficjalna waluta Kajmanów od 1972 r.1 Dolar = 100 centów.
W obiegu znajdują się:
- monety o nominałach 1, 5, 10 i 25 centów.
- banknoty o nominałach 1, 5, 10, 25, 50 i 100 Dolarów.

Kurs Dolara kajmańskiego wobec dolara amerykańskiego jest stały i wynosi 0.8201 KYD za 1 USD.